# IATO

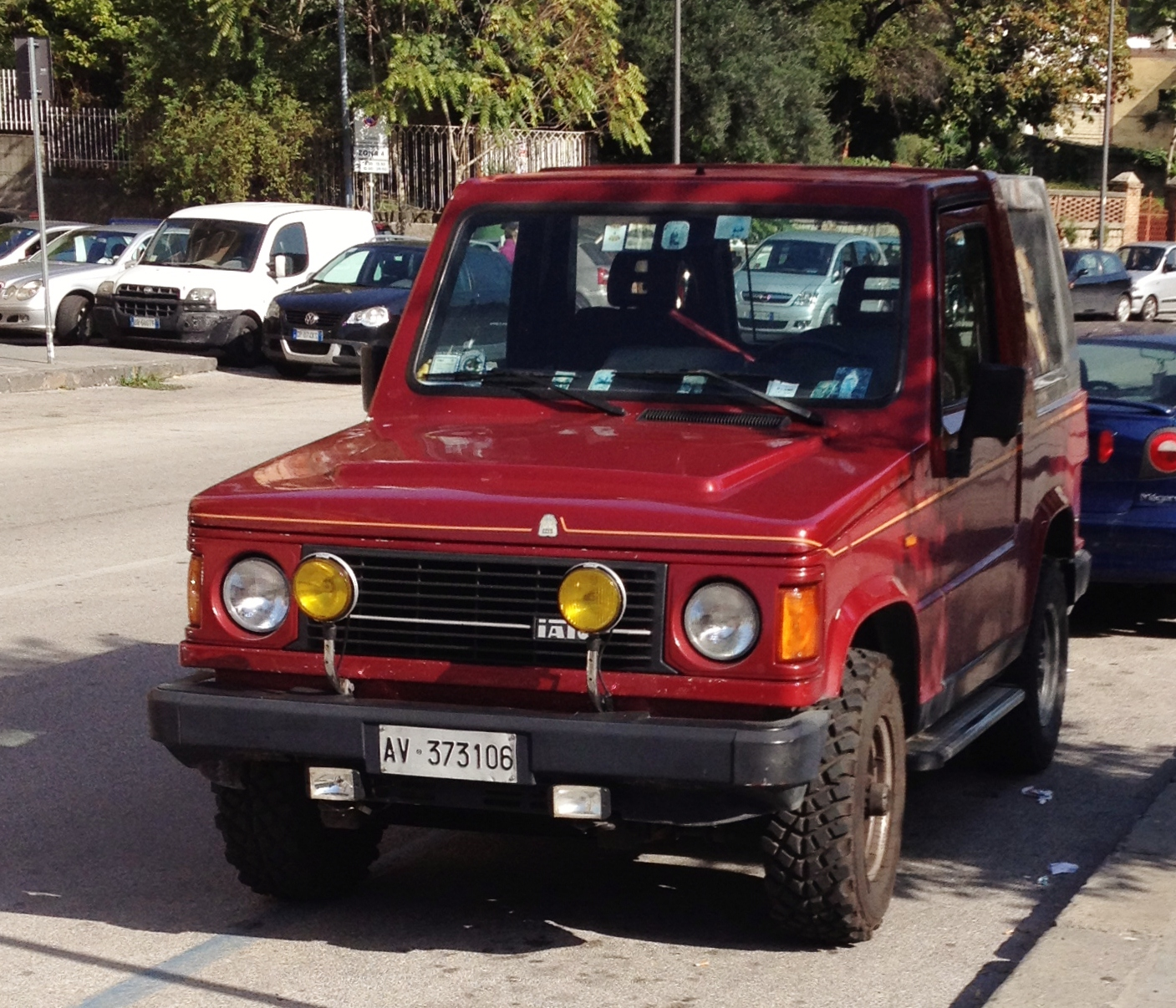
IATO

La IATO (Industria Automobili TOscana o Industria Automobilistica Torinese Officine) è stata una fabbrica automobilistica nata nel 1985 che ha prodotto un solo modello fino al 1993.

## Storia dell'azienda
Fondata dal fotografo Francesco Cavallini nel 1985 a Pontedera (PI) con l'intenzione di sostituire la Fiat Campagnola nelle forniture dell'esercito e di seguire la moda iniziata dalla Suzuki SJ, ideò un fuoristrada con telaio in acciaio, carrozzeria in vetroresina e motori Fiat. Partner dell'operazione Finmotor (gruppo Piaggio), Metalli e Derivati (gruppo Finmetal) e un finanziamento pubblico per ottenere il quale la sede viene individuata in un capannone ex Vecam nella zona terremotata irpina di Nusco (AV).
La vettura nasce nel 1990 con meccanica Fiat e motori della Croma, trazione integrale Oto Trasm e altre componenti della Oto Breda Sud, carrozzeria realizzata dalla bulgara Passat.
Lunga 406 cm, ha trazione posteriore (anteriore inseribile), cambio a 5 marce, differenziale posteriore autobloccante a slittamento controllato e mozzi a ruota libera anteriori, sospensioni a ponte rigido con balestre longitudinali; aria condizionata e servosterzo sono di serie.
Versioni disponibili al lancio
| Modello           | Alimentazione | Cilindrata motore (cm3) | Potenza (cv) | Velocità (km/h) | Prezzo (£*1000) |
| ----------------- | ------------- | ----------------------- | ------------ | --------------- | --------------- |
| 1.6 LS            | Benzina       | 1585                    | 100          | 140             | 31.654          |
| 2.0 CHT LS        | Benzina       | 1995                    | 90           | 145             | 32.981          |
| 1.9 turbodiesel S | Gasolio       | 1929                    | 90           | 143             | 34.500          |

Versioni disponibili al termine della produzione
| Modello         | Alimentazione | Cilindrata motore (cm3) | Potenza (cv) | Velocità (km/h) | Prezzo (£*1000)              |
| --------------- | ------------- | ----------------------- | ------------ | --------------- | ---------------------------- |
| 1.6i            | Benzina       | 1585                    | 92           | 135             | 33.100 (versione "L" 36.750) |
| 2.0 CHT         | Benzina       | 1995                    | 90           | 136             | 33.100 (versione "L" 36.750) |
| 1.9 turbodiesel | Gasolio       | 1929                    | 82           | 130             | 35.100 (versione "L" 39.050) |

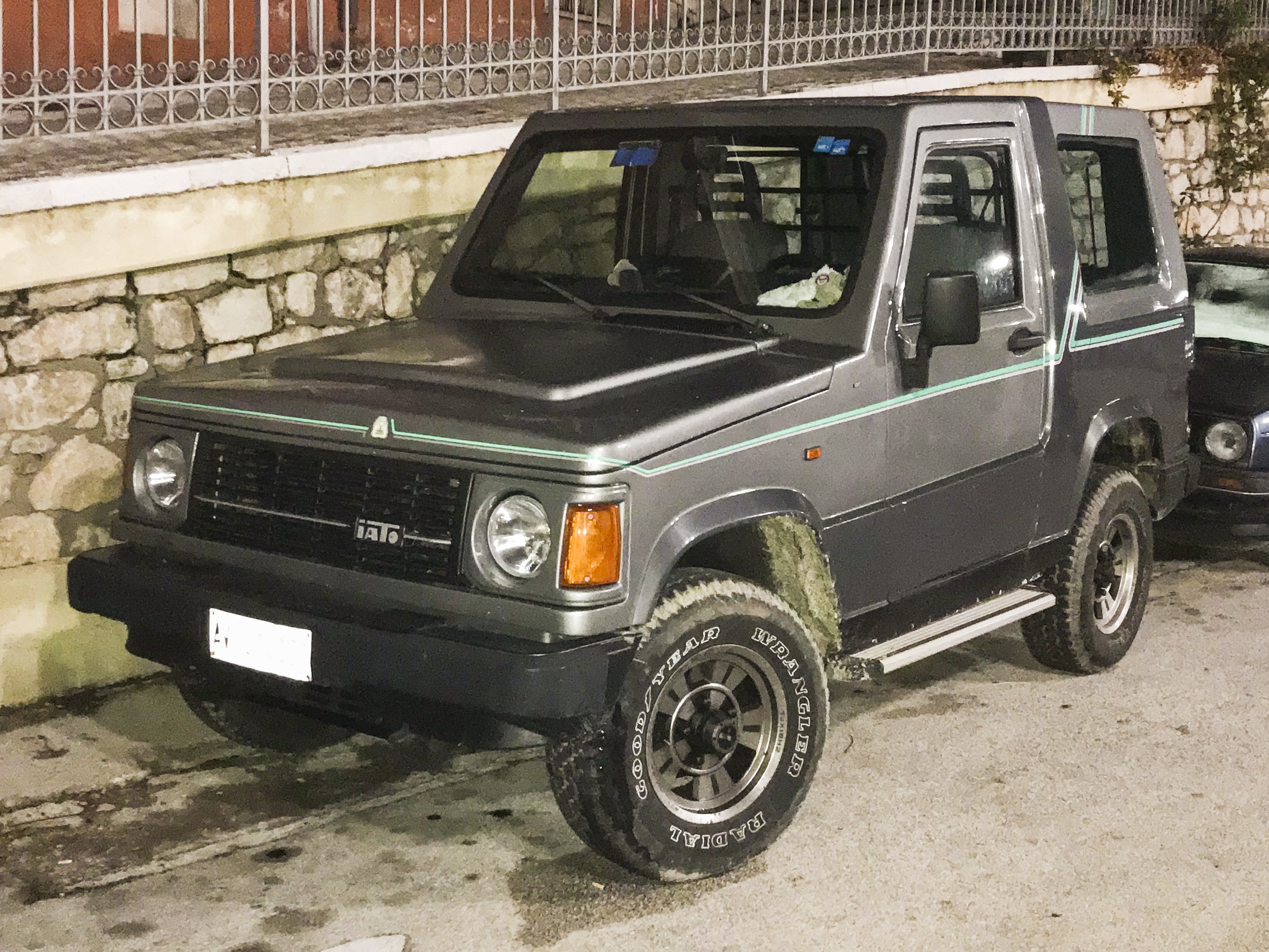
Una IATO 1.9 TD a Nusco, AV

Dopo sole 182 vetture, la produzione cessa nel 1993 con il fallimento della società.
Una delle ragioni commerciali sono gli elevati costi di produzione che si riflettono in prezzi di listino elevati rispetto a quelli della più spartana e piccola concorrente (i prezzi della contemporanea Suzuki nel 1990 vanno da 14,7 a 19 milioni circa).
Il capannone è attualmente di proprietà dello Stato che dovrà provvedere alla bonifica di sostanze inquinanti versate per anni prima della sua costruzione. Attualmente nell'ex opificio IATO, dopo la relativa bonifica, si è insidiata una società di produzione ponteggi e materiali edili.